# تاماری میاشیرو
تاماری میاشیرو (انگلیسی: Tamari Miyashiro؛ زادهٔ ۸ ژوئیهٔ ۱۹۸۷) یک بازیکن والیبال اهل ایالات متحده آمریکا است. 